# Championship League 2020 (stagione 2020-2021)
La Championship League 2020 è stato il primo evento professionistico della stagione 2020-2021 di snooker, il primo Ranking, ed è la 15ª edizione di questo torneo, che si è disputato dal 13 settembre al 30 ottobre 2020, presso lo Stadium MK di Milton Keynes, in Inghilterra.
Il torneo è stato vinto da Kyren Wilson, il quale ha battuto in finale Judd Trump per 3-1. L'inglese si è aggiudicato così la sua prima Championship League, il suo primo evento della BetVictor European Series ed il suo quarto titolo Ranking in carriera, eguagliando a questa quota Ali Carter. Per Wilson si tratta del primo successo dal German Masters 2019, e del secondo contro Trump in finale, dopo quello arrivato allo Shanghai Masters 2015. Si interrompe così una striscia di dieci finali valide per la classifica mondiale vinte consecutivamente da Trump, iniziata al Northern Ireland Open 2018.
Il campione in carica era Luca Brecel, il quale è stato eliminato nel gruppo 27 della fase 1.
Il 13 settembre Ryan Day ha realizzato il suo secondo 147 in carriera, il primo dall'Haining Open 2014, mettendo a segno, così, una "serie perfetta" subito al primo giorno della nuova stagione. L'ultimo gallese che era riuscito ad ottenere tale break era stato Jamie Jones durante il Paul Hunter Classic 2018. Si tratta, inoltre, del decimo 147 realizzato in questo torneo, il primo dall'edizione 2019.
Il 30 ottobre John Higgins ha realizzato il suo undicesimo 147 in carriera — eguagliando a tale cifra il connazionale Stephen Hendry al secondo posto di questa speciale classifica —, il primo in questo torneo, ed il suo secondo nell'anno solare 2020. Per la prima volta dal Welsh Open 2019 viene messa a segno più di una serie perfetta nello stesso torneo.

## Vigilia

### Aspetti tecnici
Il torneo è stato riproposto nel calendario dopo il successo della precedente edizione, disputatasi nel giugno del 2020 come evento di rientro a seguito del blocco delle ostilità per via della pandemia di COVID-19.
Sempre a causa della pandemia di COVID-19, il World Snooker Tour si è visto costretto a cancellare e posticipare eventi nel calendario, affiancando questa competizione ad altri sette tornei che prenderanno il via — senza spettatori — in questo medesimo impianto. Tuttavia, a dispetto degli altri che si disputeranno alla Marshall Arena (struttura posta dietro allo Stadium MK), la Championship League è stata giocata in quest'ultimo impianto.
Così come per la precedente edizione, l'evento è stato organizzato dalla Matchroom Sport, ed è stato sponsorizzato dalla BetVictor.

### Aspetti sportivi
Al torneo hanno partecipato 128 giocatori complessivi, di cui 7 di questi sono pescati dall'ordine di merito della Q School 2020, e sono andati a sostituire i professionisti assenti (Ding Junhui, Marco Fu, Mei Xiwen, Bai Langning, Andy Hicks, Steve Mifsud, Andrew Pagett e Stephen Hendry). A questi si aggiunge anche Anthony Hamilton, il quale ha comunicato il suo forfait il 15 settembre, ed è stato rimpiazzato da Daniel Womersley, Mark Williams, sostituito da Haydon Pinhey, e Lei Peifan, positivo al COVID-19; tuttavia, al posto del cinese non è subentrato nessun giocatore, e di conseguenza il gruppo 28 è stato disputato con soli tre giocatori. La stessa cosa è avvenuta nel gruppo 24, in cui è stato trovato positivo Daniel Wells, il quale si era già dovuto ritirare per questo motivo in occasione dello European Masters 2020. Nel 32º ed ultimo gruppo si è ritirato Ronnie O'Sullivan, venendo sostituito da John Astley.
Per la prima volta nella sua storia, la Championship League ha ospitato il primo evento di una stagione professionistica di snooker, ed è stato proposto come titolo valido per la classifica mondiale, a differenza delle 14 edizioni precedenti.
Il 18 settembre è stata, inoltre, inserita nella BetVictor European Series 2020-2021.
In quanto vincitore, Kyren Wilson ha avuto il diritto di partecipare al Champion of Champions 2020; tuttavia, l'inglese si era già qualificato raggiungendo la finale del Campionato mondiale 2020.

## Formula
Vengono apportate delle modifiche al format presente nell'edizione di giugno 2020.
I gruppi della prima fase subiscono un ampliamento da 16 a 32, formati da quattro giocatori per ognuno, dei quali solo uno approderà alla fase successiva. La prima parte del torneo verrà disputata in due tappe (13—20 settembre e 28 settembre—5 ottobre), e per ogni sessione di gioco saranno presenti due tavoli in sala.
Otto gruppi caratterizzeranno la seconda fase, che si disputerà tra il 26 e il 29 ottobre, la quale vedrà anch'essa il passaggio di un solo giocatore per ogni girone. I vincitori di questi verranno smistati in due ulteriori gruppi formati da quattro giocatori, i quali verranno giocati il 30 ottobre, così come la finale alla quale faranno parte i due vincenti di questi ultimi due gironi.
Le posizioni del gruppo saranno determinate, nell'ordine, dai punti conquistati (tre per ogni match vinto ed uno per il pareggio), dalla differenza tra i frames vinti e persi, e dai testa a testa tra i giocatori in parità. I posti che eventualmente saranno ancora in parità, verranno quindi determinati dal break più alto realizzato nel girone.
Ogni incontro delle tre fasi a gironi avranno una durata massima di quattro frame, mentre per la finale dell'evento il vincitore otterrà il trofeo a quota tre partite conquistate, in un best of 5.

## Montepremi[18]
Fase 1
- Primo posto: £3000
- Secondo posto: £2000
- Terzo posto: £1500

Fase 2
- Primo posto: £4000
- Secondo posto: £3000
- Terzo posto: £2000
- Quarto posto: £1000

Fase 3
- Primo posto: £6000
- Secondo posto: £4000
- Terzo posto: £2000
- Quarto posto: £1000

Finale
- Vincitore: £20000
- Finalista: £10000

## Copertura
Le seguenti emittenti hanno trasmesso la Championship League 2020.
| Emittente      | Paese                                                                                                |
| -------------- | --- |
| Viaplay        | Danimarca, Norvegia, Svezia, Finlandia                                                               |
| Zhibo.tv       | Cina, Hong Kong, Macao, Taiwan                                                                       |
| SportKlub      | Croazia, Serbia, Montenegro, Slovenia, Bosnia ed Erzegovina, Macedonia del Nord, Kosovo, Lussemburgo |
| Silknet        | Georgia                                                                                              |
| TV Poland      | Polonia                                                                                              |
| NTV            | Russia                                                                                               |
| Matchroom.Live | Resto del mondo                                                                                      |

## Fase 1

### Gruppo 1
Data di gioco: 13 settembre 2020.
| N° | Giocatore    | Partite giocate | Vittorie | Pareggi | Sconfitte | Frame vinti | Frame persi | Differenza | Miglior break | Punti |
| -- | ------------ | --------------- | -------- | ------- | --------- | ----------- | ----------- | ---------- | ------------- | ----- |
| 1  | Judd Trump   | 3               | 2        | 1       | 0         | 8           | 3           | +5         | 86            | 7     |
| 2  | Fan Zhengyi  | 3               | 1        | 1       | 1         | 6           | 5           | +1         | 73            | 4     |
| 3  | David Lilley | 3               | 1        | 0       | 2         | 3           | 7           | -4         | 61            | 3     |
| 4  | Alan McManus | 3               | 0        | 2       | 1         | 5           | 7           | -2         | 68            | 2     |

| Giocatore 1  | Giocatore 2  | Risultato   |
| 1ª giornata  | 1ª giornata  | 1ª giornata |
| ------------ | ------------ | ----------- |
| Judd Trump   | Fan Zhengyi  | 3 - 1       |
| Alan McManus | David Lilley | 1 - 3       |
| 2ª giornata  |              |             |
| Alan McManus | Fan Zhengyi  | 2 - 2       |
| Judd Trump   | David Lilley | 3 - 0       |
| 3ª giornata  |              |             |
| David Lilley | Fan Zhengyi  | 0 - 3       |
| Judd Trump   | Alan McManus | 2 - 2       |

### Gruppo 2
Data di gioco: 13 settembre 2020.
| N° | Giocatore       | Partite giocate | Vittorie | Pareggi | Sconfitte | Frame vinti | Frame persi | Differenza | Miglior break | Punti |
| -- | --------------- | --------------- | -------- | ------- | --------- | ----------- | ----------- | ---------- | ------------- | ----- |
| 1  | Ryan Day        | 3               | 2        | 0       | 1         | 7           | 4           | +3         | 147           | 6     |
| 2  | Matthew Stevens | 3               | 1        | 2       | 0         | 7           | 5           | +2         | 140           | 5     |
| 3  | Rod Lawler      | 3               | 1        | 1       | 1         | 6           | 5           | +1         | 90            | 4     |
| 4  | Paul Davison    | 3               | 0        | 1       | 2         | 2           | 8           | -6         | ?             | 1     |

| Giocatore 1     | Giocatore 2  | Risultato   |
| 1ª giornata     | 1ª giornata  | 1ª giornata |
| --------------- | ------------ | ----------- |
| Ryan Day        | Rod Lawler   | 3 - 1       |
| Matthew Stevens | Paul Davison | 2 - 2       |
| 2ª giornata     |              |             |
| Matthew Stevens | Rod Lawler   | 2 - 2       |
| Ryan Day        | Paul Davison | 3 - 0       |
| 3ª giornata     |              |             |
| Matthew Stevens | Ryan Day     | 3 - 1       |
| Rod Lawler      | Paul Davison | 3 - 0       |

### Gruppo 3
Data di gioco: 14 settembre 2020.
| N° | Giocatore      | Partite giocate | Vittorie | Pareggi | Sconfitte | Frame vinti | Frame persi | Differenza | Miglior break | Punti |
| -- | -------------- | --------------- | -------- | ------- | --------- | ----------- | ----------- | ---------- | ------------- | ----- |
| 1  | Robert Milkins | 3               | 2        | 0       | 1         | 6           | 3           | +3         | 63            | 6     |
| 2  | Jamie Jones    | 3               | 2        | 0       | 1         | 6           | 4           | -2         | 103           | 6     |
| 3  | Gary Wilson    | 3               | 1        | 1       | 1         | 5           | 5           | 0          | 62            | 4     |
| 4  | Chen Zifan     | 3               | 0        | 1       | 2         | 3           | 8           | -5         | 85            | 1     |

| Giocatore 1    | Giocatore 2    | Risultato   |
| 1ª giornata    | 1ª giornata    | 1ª giornata |
| -------------- | -------------- | ----------- |
| Robert Milkins | Chen Zifan     | 3 - 0       |
| Gary Wilson    | Jamie Jones    | 3 - 0       |
| 2ª giornata    |                |             |
| Gary Wilson    | Chen Zifan     | 2 - 2       |
| Robert Milkins | Jamie Jones    | 0 - 3       |
| 3ª giornata    |                |             |
| Gary Wilson    | Robert Milkins | 0 - 3       |
| Chen Zifan     | Jamie Jones    | 1 - 3       |

### Gruppo 4
Data di gioco: 14 settembre 2020.
| N° | Giocatore     | Partite giocate | Vittorie | Pareggi | Sconfitte | Frame vinti | Frame persi | Differenza | Miglior break | Punti |
| -- | ------------- | --------------- | -------- | ------- | --------- | ----------- | ----------- | ---------- | ------------- | ----- |
| 1  | Barry Hawkins | 3               | 2        | 0       | 1         | 6           | 4           | +2         | 145           | 6     |
| 2  | Sam Craigie   | 3               | 1        | 2       | 0         | 7           | 4           | +3         | 89            | 5     |
| 3  | Jackson Page  | 3               | 0        | 2       | 1         | 5           | 7           | -2         | 63            | 2     |
| 4  | Ben Hancorn   | 3               | 0        | 2       | 1         | 4           | 7           | -3         | 80            | 2     |

| Giocatore 1   | Giocatore 2  | Risultato   |
| 1ª giornata   | 1ª giornata  | 1ª giornata |
| ------------- | ------------ | ----------- |
| Barry Hawkins | Ben Hancorn  | 3 - 0       |
| Sam Craigie   | Jackson Page | 2 - 2       |
| 2ª giornata   |              |             |
| Sam Craigie   | Ben Hancorn  | 2 - 2       |
| Barry Hawkins | Jackson Page | 3 - 1       |
| 3ª giornata   |              |             |
| Jackson Page  | Ben Hancorn  | 2 - 2       |
| Barry Hawkins | Sam Craigie  | 0 - 3       |

### Gruppo 5
Data di gioco: 15 settembre 2020.
| N° | Giocatore       | Partite giocate | Vittorie | Pareggi | Sconfitte | Frame vinti | Frame persi | Differenza | Miglior break | Punti |
| -- | --------------- | --------------- | -------- | ------- | --------- | ----------- | ----------- | ---------- | ------------- | ----- |
| 1  | Dominic Dale    | 3               | 2        | 1       | 0         | 8           | 3           | +5         | 81            | 7     |
| 2  | Leo Fernandez   | 3               | 2        | 0       | 1         | 7           | 5           | +2         | 62            | 6     |
| 3  | Stephen Maguire | 3               | 0        | 2       | 1         | 5           | 7           | -2         | 73            | 2     |
| 4  | Louis Heathcote | 3               | 0        | 1       | 2         | 3           | 8           | -5         | 70            | 1     |

| Giocatore 1     | Giocatore 2     | Risultato   |
| 1ª giornata     | 1ª giornata     | 1ª giornata |
| --------------- | --------------- | ----------- |
| Stephen Maguire | Leo Fernandez   | 1 - 3       |
| Louis Heathcote | Dominic Dale    | 0 - 3       |
| 2ª giornata     |                 |             |
| Louis Heathcote | Leo Fernandez   | 1 - 3       |
| Stephen Maguire | Dominic Dale    | 2 - 2       |
| 3ª giornata     |                 |             |
| Dominic Dale    | Leo Fernandez   | 3 - 1       |
| Stephen Maguire | Louis Heathcote | 2 - 2       |

### Gruppo 6
Data di gioco: 15 settembre 2020.
| N° | Giocatore     | Partite giocate | Vittorie | Pareggi | Sconfitte | Frame vinti | Frame persi | Differenza | Miglior break | Punti |
| -- | ------------- | --------------- | -------- | ------- | --------- | ----------- | ----------- | ---------- | ------------- | ----- |
| 1  | Zhou Yuelong  | 3               | 1        | 2       | 0         | 7           | 4           | +3         | 109           | 5     |
| 2  | Zhao Jianbo   | 3               | 1        | 2       | 0         | 7           | 5           | +2         | 54            | 5     |
| 3  | Ricky Walden  | 3               | 1        | 1       | 1         | 6           | 6           | 0          | 75            | 4     |
| 4  | Gerard Greene | 3               | 0        | 1       | 2         | 3           | 8           | -5         | 132           | 1     |

| Giocatore 1   | Giocatore 2   | Risultato   |
| 1ª giornata   | 1ª giornata   | 1ª giornata |
| ------------- | ------------- | ----------- |
| Ricky Walden  | Gerard Greene | 3 - 1       |
| Zhou Yuelong  | Zhao Jianbo   | 2 - 2       |
| 2ª giornata   |               |             |
| Zhou Yuelong  | Gerard Greene | 3 - 0       |
| Ricky Walden  | Zhao Jianbo   | 1 - 3       |
| 3ª giornata   |               |             |
| Zhou Yuelong  | Ricky Walden  | 2 - 2       |
| Gerard Greene | Zhao Jianbo   | 2 - 2       |

### Gruppo 7
Data di gioco: 16 settembre 2020.
| N° | Giocatore      | Partite giocate | Vittorie | Pareggi | Sconfitte | Frame vinti | Frame persi | Differenza | Miglior break | Punti |
| -- | -------------- | --------------- | -------- | ------- | --------- | ----------- | ----------- | ---------- | ------------- | ----- |
| 1  | Matthew Selt   | 3               | 2        | 1       | 0         | 8           | 4           | +4         | 71            | 7     |
| 2  | Si Jiahui      | 3               | 1        | 1       | 1         | 6           | 5           | +1         | 60            | 4     |
| 3  | Gao Yang       | 3               | 0        | 2       | 1         | 5           | 7           | -2         | 114           | 2     |
| 4  | Ben Woollaston | 3               | 0        | 2       | 1         | 4           | 7           | -3         | 66            | 2     |

| Giocatore 1    | Giocatore 2    | Risultato   |
| 1ª giornata    | 1ª giornata    | 1ª giornata |
| -------------- | -------------- | ----------- |
| Ben Woollaston | Si Jiahui      | 0 - 3       |
| Matthew Selt   | Gao Yang       | 3 - 1       |
| 2ª giornata    |                |             |
| Matthew Selt   | Si Jiahui      | 3 - 1       |
| Ben Woollaston | Gao Yang       | 2 - 2       |
| 3ª giornata    |                |             |
| Matthew Selt   | Ben Woollaston | 2 - 2       |
| Si Jiahui      | Gao Yang       | 2 - 2       |

### Gruppo 8
Data di gioco: 16 settembre 2020.
| N° | Giocatore        | Partite giocate | Vittorie | Pareggi | Sconfitte | Frame vinti | Frame persi | Differenza | Miglior break | Punti |
| -- | ---------------- | --------------- | -------- | ------- | --------- | ----------- | ----------- | ---------- | ------------- | ----- |
| 1  | Shaun Murphy     | 3               | 3        | 0       | 0         | 9           | 1           | +8         | 111           | 9     |
| 2  | Martin O'Donnell | 3               | 2        | 0       | 1         | 7           | 4           | +3         | 128           | 6     |
| 3  | Jimmy White      | 3               | 0        | 1       | 2         | 3           | 8           | -5         | 69            | 1     |
| 4  | Peter Devlin     | 3               | 0        | 1       | 2         | 2           | 8           | -6         | 81            | 1     |

| Giocatore 1      | Giocatore 2      | Risultato   |
| 1ª giornata      | 1ª giornata      | 1ª giornata |
| ---------------- | ---------------- | ----------- |
| Shaun Murphy     | Peter Devlin     | 3 - 0       |
| Martin O'Donnell | Jimmy White      | 3 - 1       |
| 2ª giornata      |                  |             |
| Martin O'Donnell | Peter Devlin     | 3 - 0       |
| Shaun Murphy     | Jimmy White      | 3 - 0       |
| 3ª giornata      |                  |             |
| Jimmy White      | Peter Devlin     | 2 - 2       |
| Shaun Murphy     | Martin O'Donnell | 3 - 1       |

### Gruppo 9
Data di gioco: 30 settembre 2020.
| N° | Giocatore        | Partite giocate | Vittorie | Pareggi | Sconfitte | Frame vinti | Frame persi | Differenza | Miglior break | Punti |
| -- | ---------------- | --------------- | -------- | ------- | --------- | ----------- | ----------- | ---------- | ------------- | ----- |
| 1  | Luo Honghao      | 3               | 2        | 1       | 0         | 8           | 3           | +5         | 128           | 7     |
| 2  | Mark Allen       | 3               | 1        | 2       | 0         | 7           | 4           | +3         | 106           | 5     |
| 3  | Jamie Wilson     | 3               | 0        | 2       | 1         | 4           | 7           | -3         | ?             | 2     |
| 4  | Billy Joe Castle | 3               | 0        | 1       | 2         | 3           | 8           | -5         | 74            | 1     |

| Giocatore 1      | Giocatore 2      | Risultato   |
| 1ª giornata      | 1ª giornata      | 1ª giornata |
| ---------------- | ---------------- | ----------- |
| Mark Allen       | Jamie Wilson     | 2 - 2       |
| Luo Honghao      | Billy Joe Castle | 3 - 1       |
| 2ª giornata      |                  |             |
| Luo Honghao      | Jamie Wilson     | 3 - 0       |
| Mark Allen       | Billy Joe Castle | 3 - 0       |
| 3ª giornata      |                  |             |
| Billy Joe Castle | Jamie Wilson     | 2 - 2       |
| Mark Allen       | Luo Honghao      | 2 - 2       |

### Gruppo 10
Data di gioco: 17 settembre 2020.
| N° | Giocatore      | Partite giocate | Vittorie | Pareggi | Sconfitte | Frame vinti | Frame persi | Differenza | Miglior break | Punti |
| -- | -------------- | --------------- | -------- | ------- | --------- | ----------- | ----------- | ---------- | ------------- | ----- |
| 1  | Zhao Xintong   | 3               | 2        | 0       | 1         | 6           | 4           | +2         | 65            | 6     |
| 2  | Liam Highfield | 3               | 1        | 2       | 0         | 7           | 4           | +3         | 80            | 5     |
| 3  | Nigel Bond     | 3               | 0        | 2       | 1         | 5           | 7           | -2         | 70            | 2     |
| 4  | Oliver Brown   | 3               | 0        | 2       | 1         | 4           | 7           | -3         | 79            | 2     |

| Giocatore 1    | Giocatore 2    | Risultato   |
| 1ª giornata    | 1ª giornata    | 1ª giornata |
| -------------- | -------------- | ----------- |
| Liam Highfield | Nigel Bond     | 2 - 2       |
| Zhao Xintong   | Oliver Brown   | 3 - 0       |
| 2ª giornata    |                |             |
| Zhao Xintong   | Nigel Bond     | 3 - 1       |
| Liam Highfield | Oliver Brown   | 2 - 2       |
| 3ª giornata    |                |             |
| Zhao Xintong   | Liam Highfield | 0 - 3       |
| Nigel Bond     | Oliver Brown   | 2 - 2       |

### Gruppo 11
Data di gioco: 28 settembre 2020.
| N° | Giocatore             | Partite giocate | Vittorie | Pareggi | Sconfitte | Frame vinti | Frame persi | Differenza | Miglior break | Punti |
| -- | --------------------- | --------------- | -------- | ------- | --------- | ----------- | ----------- | ---------- | ------------- | ----- |
| 1  | Alexander Ursenbacher | 3               | 2        | 1       | 0         | 8           | 3           | +5         | 80            | 7     |
| 2  | Riley Parsons         | 3               | 1        | 1       | 1         | 6           | 5           | +1         | 88            | 4     |
| 3  | Lukas Kleckers        | 3               | 0        | 2       | 1         | 4           | 7           | -3         | 65            | 2     |
| 4  | Anthony McGill        | 3               | 0        | 2       | 1         | 4           | 7           | -3         | ?             | 1     |

| Giocatore 1           | Giocatore 2           | Risultato   |
| 1ª giornata           | 1ª giornata           | 1ª giornata |
| --------------------- | --------------------- | ----------- |
| Alexander Ursenbacher | Riley Parsons         | 3 - 1       |
| Anthony McGill        | Lukas Kleckers        | 2 - 2       |
| 2ª giornata           |                       |             |
| Anthony McGill        | Riley Parsons         | 0 - 3       |
| Alexander Ursenbacher | Lukas Kleckers        | 3 - 0       |
| 3ª giornata           |                       |             |
| Anthony McGill        | Alexander Ursenbacher | 2 - 2       |
| Riley Parsons         | Lukas Kleckers        | 2 - 2       |

### Gruppo 12
Data di gioco: 18 settembre 2020.
| N° | Giocatore      | Partite giocate | Vittorie | Pareggi | Sconfitte | Frame vinti | Frame persi | Differenza | Miglior break | Punti |
| -- | -------------- | --------------- | -------- | ------- | --------- | ----------- | ----------- | ---------- | ------------- | ----- |
| 1  | Stuart Bingham | 3               | 3        | 0       | 0         | 9           | 0           | +9         | 127           | 9     |
| 2  | James Cahill   | 3               | 2        | 0       | 1         | 6           | 5           | +1         | 96            | 6     |
| 3  | Yuan Sijun     | 3               | 1        | 0       | 2         | 4           | 7           | -3         | 78            | 3     |
| 4  | Pang Junxu     | 3               | 0        | 0       | 3         | 2           | 9           | -7         | 53            | 0     |

| Giocatore 1    | Giocatore 2  | Risultato   |
| 1ª giornata    | 1ª giornata  | 1ª giornata |
| -------------- | ------------ | ----------- |
| Stuart Bingham | Pang Junxu   | 3 - 0       |
| Yuan Sijun     | James Cahill | 1 - 3       |
| 2ª giornata    |              |             |
| Yuan Sijun     | Pang Junxu   | 3 - 1       |
| Stuart Bingham | James Cahill | 3 - 0       |
| 3ª giornata    |              |             |
| James Cahill   | Pang Junxu   | 3 - 1       |
| Stuart Bingham | Yuan Sijun   | 3 - 0       |

### Gruppo 13
Data di gioco: 19 settembre 2020.
| N° | Giocatore      | Partite giocate | Vittorie | Pareggi | Sconfitte | Frame vinti | Frame persi | Differenza | Miglior break | Punti |
| -- | -------------- | --------------- | -------- | ------- | --------- | ----------- | ----------- | ---------- | ------------- | ----- |
| 1  | Rory McLeod    | 3               | 2        | 1       | 1         | 8           | 2           | +6         | 54            | 7     |
| 2  | Ian Burns      | 3               | 1        | 2       | 2         | 7           | 4           | +3         | 114           | 5     |
| 3  | Jack Lisowski  | 3               | 1        | 1       | 1         | 5           | 6           | -1         | 139           | 4     |
| 4  | Fraser Patrick | 3               | 0        | 0       | 0         | 1           | 9           | -8         | ?             | 0     |

| Giocatore 1    | Giocatore 2    | Risultato   |
| 1ª giornata    | 1ª giornata    | 1ª giornata |
| -------------- | -------------- | ----------- |
| Ian Burns      | Fraser Patrick | 3 - 0       |
| Jack Lisowski  | Rory McLeod    | 0 - 3       |
| 2ª giornata    |                |             |
| Jack Lisowski  | Fraser Patrick | 3 - 1       |
| Ian Burns      | Rory McLeod    | 2 - 2       |
| 3ª giornata    |                |             |
| Jack Lisowski  | Ian Burns      | 2 - 2       |
| Fraser Patrick | Rory McLeod    | 0 - 3       |

### Gruppo 14
Data di gioco: 19 settembre 2020.
| N° | Giocatore     | Partite giocate | Vittorie | Pareggi | Sconfitte | Frame vinti | Frame persi | Differenza | Miglior break | Punti |
| -- | ------------- | --------------- | -------- | ------- | --------- | ----------- | ----------- | ---------- | ------------- | ----- |
| 1  | Graeme Dott   | 3               | 2        | 1       | 0         | 8           | 4           | +4         | 103           | 7     |
| 2  | Liang Wenbó   | 3               | 2        | 0       | 1         | 7           | 4           | +3         | 105           | 6     |
| 3  | Zak Surety    | 3               | 1        | 1       | 1         | 5           | 6           | -1         | 83            | 4     |
| 4  | Soheil Vahedi | 3               | 0        | 0       | 3         | 3           | 9           | -6         | 68            | 0     |

| Giocatore 1   | Giocatore 2   | Risultato   |
| 1ª giornata   | 1ª giornata   | 1ª giornata |
| ------------- | ------------- | ----------- |
| Graeme Dott   | Zak Surety    | 2 - 2       |
| Liang Wenbó   | Soheil Vahedi | 3 - 1       |
| 2ª giornata   |               |             |
| Liang Wenbó   | Zak Surety    | 3 - 0       |
| Graeme Dott   | Soheil Vahedi | 3 - 1       |
| 3ª giornata   |               |             |
| Soheil Vahedi | Zak Surety    | 1 - 3       |
| Graeme Dott   | Liang Wenbó   | 3 - 1       |

### Gruppo 15
Data di gioco: 20 settembre 2020.
| N° | Giocatore        | Partite giocate | Vittorie | Pareggi | Sconfitte | Frame vinti | Frame persi | Differenza | Miglior break | Punti |
| -- | ---------------- | --------------- | -------- | ------- | --------- | ----------- | ----------- | ---------- | ------------- | ----- |
| 1  | Jamie O'Neill    | 3               | 2        | 0       | 1         | 6           | 4           | +2         | 63            | 6     |
| 2  | Sean Maddocks    | 3               | 1        | 1       | 1         | 6           | 5           | +1         | 56            | 4     |
| 3  | Daniel Womersley | 3               | 1        | 1       | 1         | 5           | 6           | -1         | 87            | 4     |
| 4  | Michael Holt     | 3               | 1        | 0       | 2         | 4           | 6           | -2         | 100           | 3     |

| Giocatore 1      | Giocatore 2      | Risultato   |
| 1ª giornata      | 1ª giornata      | 1ª giornata |
| ---------------- | ---------------- | ----------- |
| Daniel Womersley | Jamie O'Neill    | 0 - 3       |
| Michael Holt     | Sean Maddocks    | 0 - 3       |
| 2ª giornata      |                  |             |
| Michael Holt     | Jamie O'Neill    | 3 - 0       |
| Daniel Womersley | Sean Maddocks    | 2 - 2       |
| 3ª giornata      |                  |             |
| Michael Holt     | Daniel Womersley | 1 - 3       |
| Jamie O'Neill    | Sean Maddocks    | 3 - 1       |

### Gruppo 16
Data di gioco: 20 settembre 2020.
| N° | Giocatore        | Partite giocate | Vittorie | Pareggi | Sconfitte | Frame vinti | Frame persi | Differenza | Miglior break | Punti |
| -- | ---------------- | --------------- | -------- | ------- | --------- | ----------- | ----------- | ---------- | ------------- | ----- |
| 1  | Mark Selby       | 3               | 3        | 0       | 0         | 8           | 4           | +4         | 81            | 7     |
| 2  | Lyu Haotian      | 3               | 1        | 2       | 0         | 7           | 4           | +3         | 102           | 5     |
| 3  | Brandon Sargeant | 3               | 0        | 2       | 1         | 5           | 7           | -2         | 121           | 2     |
| 4  | Fergal O'Brien   | 3               | 0        | 1       | 2         | 3           | 8           | -5         | 33            | 1     |

| Giocatore 1      | Giocatore 2      | Risultato   |
| 1ª giornata      | 1ª giornata      | 1ª giornata |
| ---------------- | ---------------- | ----------- |
| Mark Selby       | Fergal O'Brien   | 3 - 1       |
| Lyu Haotian      | Brandon Sargeant | 2 - 2       |
| 2ª giornata      |                  |             |
| Lyu Haotian      | Fergal O'Brien   | 3 - 0       |
| Mark Selby       | Brandon Sargeant | 3 - 1       |
| 3ª giornata      |                  |             |
| Brandon Sargeant | Fergal O'Brien   | 2 - 2       |
| Mark Selby       | Lyu Haotian      | 2 - 2       |

### Gruppo 17
Data di gioco: 28 settembre 2020.
| N° | Giocatore        | Partite giocate | Vittorie | Pareggi | Sconfitte | Frame vinti | Frame persi | Differenza | Miglior break | Punti |
| -- | ---------------- | --------------- | -------- | ------- | --------- | ----------- | ----------- | ---------- | ------------- | ----- |
| 1  | Ken Doherty      | 3               | 2        | 1       | 0         | 8           | 3           | +5         | 109           | 7     |
| 2  | Neil Robertson   | 3               | 1        | 1       | 1         | 6           | 5           | +1         | 125           | 4     |
| 3  | Andrew Higginson | 3               | 1        | 0       | 2         | 3           | 7           | -4         | 96            | 3     |
| 4  | Eden Sharav      | 3               | 0        | 2       | 1         | 5           | 7           | -2         | 78            | 2     |

| Giocatore 1      | Giocatore 2      | Risultato   |
| 1ª giornata      | 1ª giornata      | 1ª giornata |
| ---------------- | ---------------- | ----------- |
| Neil Robertson   | Ken Doherty      | 1 - 3       |
| Andrew Higginson | Eden Sharav      | 3 - 1       |
| 2ª giornata      |                  |             |
| Andrew Higginson | Ken Doherty      | 0 - 3       |
| Neil Robertson   | Eden Sharav      | 2 - 2       |
| 3ª giornata      |                  |             |
| Eden Sharav      | Ken Doherty      | 2 - 2       |
| Neil Robertson   | Andrew Higginson | 3 - 0       |

### Gruppo 18
Data di gioco: 18 settembre 2020.
| N° | Giocatore      | Partite giocate | Vittorie | Pareggi | Sconfitte | Frame vinti | Frame persi | Differenza | Miglior break | Punti |
| -- | -------------- | --------------- | -------- | ------- | --------- | ----------- | ----------- | ---------- | ------------- | ----- |
| 1  | Xiao Guodong   | 3               | 2        | 1       | 0         | 8           | 3           | +5         | 105           | 7     |
| 2  | Hossein Vafaei | 3               | 2        | 0       | 1         | 6           | 5           | +1         | 125           | 6     |
| 3  | Farakh Ajaib   | 3               | 1        | 0       | 2         | 5           | 6           | -1         | 55            | 3     |
| 4  | Jak Jones      | 3               | 0        | 1       | 2         | 3           | 8           | -5         | 84            | 1     |

| Giocatore 1    | Giocatore 2    | Risultato   |
| 1ª giornata    | 1ª giornata    | 1ª giornata |
| -------------- | -------------- | ----------- |
| Hossein Vafaei | Jak Jones      | 3 - 1       |
| Xiao Guodong   | Farakh Ajaib   | 3 - 1       |
| 2ª giornata    |                |             |
| Xiao Guodong   | Jak Jones      | 2 - 2       |
| Hossein Vafaei | Farakh Ajaib   | 3 - 1       |
| 3ª giornata    |                |             |
| Xiao Guodong   | Hossein Vafaei | 3 - 0       |
| Jak Jones      | Farakh Ajaib   | 0 - 3       |

### Gruppo 19
Data di gioco: 29 settembre 2020.
| N° | Giocatore          | Partite giocate | Vittorie | Pareggi | Sconfitte | Frame vinti | Frame persi | Differenza | Miglior break | Punti |
| -- | ------------------ | --------------- | -------- | ------- | --------- | ----------- | ----------- | ---------- | ------------- | ----- |
| 1  | Thepchaiya Un-Nooh | 3               | 2        | 1       | 0         | 8           | 4           | +4         | 57            | 7     |
| 2  | Sunny Akani        | 3               | 2        | 0       | 1         | 7           | 4           | +3         | 76            | 6     |
| 3  | Peter Lines        | 3               | 0        | 2       | 1         | 5           | 7           | -2         | 51            | 2     |
| 4  | Lee Walker         | 3               | 0        | 1       | 2         | 3           | 8           | -5         | 72            | 1     |

| Giocatore 1        | Giocatore 2 | Risultato   |
| 1ª giornata        | 1ª giornata | 1ª giornata |
| ------------------ | ----------- | ----------- |
| Sunny Akani        | Peter Lines | 3 - 1       |
| Thepchaiya Un-Nooh | Lee Walker  | 3 - 1       |
| 2ª giornata        |             |             |
| Thepchaiya Un-Nooh | Peter Lines | 2 - 2       |
| Sunny Akani        | Lee Walker  | 3 - 0       |
| 3ª giornata        |             |             |
| Thepchaiya Un-Nooh | Sunny Akani | 3 - 1       |
| Peter Lines        | Lee Walker  | 2 - 2       |

### Gruppo 20
Data di gioco: 4 ottobre 2020.
| N° | Giocatore         | Partite giocate | Vittorie | Pareggi | Sconfitte | Frame vinti | Frame persi | Differenza | Miglior break | Punti |
| -- | ----------------- | --------------- | -------- | ------- | --------- | ----------- | ----------- | ---------- | ------------- | ----- |
| 1  | Jordan Brown      | 3               | 2        | 1       | 0         | 8           | 3           | +5         | 56            | 7     |
| 2  | Yan Bingtao       | 3               | 1        | 2       | 0         | 7           | 4           | +3         | 98            | 5     |
| 3  | Michael White     | 3               | 1        | 0       | 2         | 4           | 6           | -2         | 130           | 3     |
| 4  | Stuart Carrington | 3               | 0        | 1       | 2         | 2           | 8           | -6         | 64            | 1     |

| Giocatore 1       | Giocatore 2       | Risultato   |
| 1ª giornata       | 1ª giornata       | 1ª giornata |
| ----------------- | ----------------- | ----------- |
| Stuart Carrington | Jordan Brown      | 0 - 3       |
| Yan Bingtao       | Michael White     | 3 - 0       |
| 2ª giornata       |                   |             |
| Yan Bingtao       | Jordan Brown      | 2 - 2       |
| Stuart Carrington | Michael White     | 0 - 3       |
| 3ª giornata       |                   |             |
| Yan Bingtao       | Stuart Carrington | 2 - 2       |
| Jordan Brown      | Michael White     | 3 - 1       |

### Gruppo 21
Data di gioco: 17 settembre 2020.
| N° | Giocatore     | Partite giocate | Vittorie | Pareggi | Sconfitte | Frame vinti | Frame persi | Differenza | Miglior break | Punti |
| -- | ------------- | --------------- | -------- | ------- | --------- | ----------- | ----------- | ---------- | ------------- | ----- |
| 1  | David Gilbert | 3               | 1        | 2       | 0         | 7           | 5           | +2         | 98            | 5     |
| 2  | Lu Ning       | 3               | 1        | 2       | 0         | 7           | 5           | +2         | 70            | 5     |
| 3  | Aaron Hill    | 3               | 1        | 0       | 2         | 5           | 7           | -2         | 58            | 3     |
| 4  | Xu Si         | 3               | 0        | 2       | 1         | 5           | 7           | -2         | 121           | 2     |

| Giocatore 1   | Giocatore 2 | Risultato   |
| 1ª giornata   | 1ª giornata | 1ª giornata |
| ------------- | ----------- | ----------- |
| David Gilbert | Aaron Hill  | 3 - 1       |
| Lu Ning       | Xu Si       | 2 - 2       |
| 2ª giornata   |             |             |
| Lu Ning       | Aaron Hill  | 3 - 1       |
| David Gilbert | Xu Si       | 2 - 2       |
| 3ª giornata   |             |             |
| Xu Si         | Aaron Hill  | 1 - 3       |
| David Gilbert | Lu Ning     | 2 - 2       |

### Gruppo 22
Data di gioco: 30 settembre 2020.
| N° | Giocatore       | Partite giocate | Vittorie | Pareggi | Sconfitte | Frame vinti | Frame persi | Differenza | Miglior break | Punti |
| -- | --------------- | --------------- | -------- | ------- | --------- | ----------- | ----------- | ---------- | ------------- | ----- |
| 1  | Scott Donaldson | 3               | 2        | 1       | 0         | 8           | 3           | +5         | 107           | 7     |
| 2  | Chris Wakelin   | 3               | 1        | 2       | 0         | 7           | 4           | +3         | 76            | 5     |
| 3  | Ashley Carty    | 3               | 0        | 2       | 1         | 4           | 7           | -3         | 64            | 2     |
| 4  | Barry Pinches   | 3               | 0        | 1       | 2         | 3           | 8           | -5         | 69            | 1     |

| Giocatore 1     | Giocatore 2   | Risultato   |
| 1ª giornata     | 1ª giornata   | 1ª giornata |
| --------------- | ------------- | ----------- |
| Scott Donaldson | Ashley Carty  | 3 - 0       |
| Chris Wakelin   | Barry Pinches | 3 - 0       |
| 2ª giornata     |               |             |
| Chris Wakelin   | Ashley Carty  | 2 - 2       |
| Scott Donaldson | Barry Pinches | 3 - 1       |
| 3ª giornata     |               |             |
| Barry Pinches   | Ashley Carty  | 2 - 2       |
| Scott Donaldson | Chris Wakelin | 2 - 2       |

### Gruppo 23
Data di gioco: 30 settembre 2020.
| N° | Giocatore       | Partite giocate | Vittorie | Pareggi | Sconfitte | Frame vinti | Frame persi | Differenza | Miglior break | Punti |
| -- | --------------- | --------------- | -------- | ------- | --------- | ----------- | ----------- | ---------- | ------------- | ----- |
| 1  | Mark King       | 3               | 2        | 1       | 0         | 8           | 4           | +4         | 76            | 7     |
| 2  | David Grace     | 3               | 1        | 1       | 1         | 6           | 6           | 0          | 116           | 4     |
| 3  | Jimmy Robertson | 3               | 1        | 0       | 2         | 5           | 7           | -2         | 80            | 3     |
| 4  | Allan Taylor    | 3               | 1        | 0       | 2         | 5           | 7           | -2         | 94            | 3     |

| Giocatore 1     | Giocatore 2  | Risultato   |
| 1ª giornata     | 1ª giornata  | 1ª giornata |
| --------------- | ------------ | ----------- |
| Mark King       | David Grace  | 2 - 2       |
| Jimmy Robertson | Allan Taylor | 3 - 1       |
| 2ª giornata     |              |             |
| Jimmy Robertson | David Grace  | 1 - 3       |
| Mark King       | Allan Taylor | 3 - 1       |
| 3ª giornata     |              |             |
| Jimmy Robertson | Mark King    | 1 - 3       |
| David Grace     | Allan Taylor | 1 - 3       |

### Gruppo 24
Data di gioco: 3 ottobre 2020.
| N° | Giocatore     | Partite giocate | Vittorie | Pareggi | Sconfitte | Frame vinti | Frame persi | Differenza | Miglior break | Punti |
| -- | ------------- | --------------- | -------- | ------- | --------- | ----------- | ----------- | ---------- | ------------- | ----- |
| 1  | Kyren Wilson  | 4               | 4        | 0       | 0         | 12          | 0           | +12        | 125           | 12    |
| 2  | Duane Jones   | 4               | 1        | 0       | 3         | 4           | 9           | -5         | ?             | 3     |
| 3  | Kuldesh Johal | 4               | 1        | 0       | 3         | 3           | 10          | -7         | 53            | 3     |

| Giocatore 1  | Giocatore 2   | Risultato |
| ------------ | ------------- | --------- |
| Kyren Wilson | Kuldesh Johal | 3 - 0     |
| Kyren Wilson | Duane Jones   | 3 - 0     |
| Duane Jones  | Kuldesh Johal | 3 - 0     |
| Kyren Wilson | Duane Jones   | 3 - 0     |
| Duane Jones  | Kuldesh Johal | 1 - 3     |
| Kyren Wilson | Kuldesh Johal | 3 - 0     |

### Gruppo 25
Data di gioco: 1º ottobre 2020.
| N° | Giocatore      | Partite giocate | Vittorie | Pareggi | Sconfitte | Frame vinti | Frame persi | Differenza | Miglior break | Punti |
| -- | -------------- | --------------- | -------- | ------- | --------- | ----------- | ----------- | ---------- | ------------- | ----- |
| 1  | John Higgins   | 3               | 2        | 1       | 0         | 8           | 3           | +5         | 126           | 7     |
| 2  | Joe O'Connor   | 3               | 1        | 2       | 0         | 7           | 4           | +3         | 107           | 5     |
| 3  | Brian Ochoiski | 3               | 1        | 1       | 1         | 6           | 5           | +1         | 85            | 4     |
| 4  | Amiri Amine    | 3               | 0        | 0       | 3         | 0           | 9           | -9         | ?             | 0     |

| Giocatore 1  | Giocatore 2    | Risultato   |
| 1ª giornata  | 1ª giornata    | 1ª giornata |
| ------------ | -------------- | ----------- |
| John Higgins | Brian Ochoiski | 3 - 1       |
| Joe O'Connor | Amiri Amine    | 3 - 0       |
| 2ª giornata  |                |             |
| Joe O'Connor | Brian Ochoiski | 2 - 2       |
| John Higgins | Amiri Amine    | 3 - 0       |
| 3ª giornata  |                |             |
| Amiri Amine  | Brian Ochoiski | 0 - 3       |
| John Higgins | Joe O'Connor   | 2 - 2       |

### Gruppo 26
Data di gioco: 1º ottobre 2020.
| N° | Giocatore         | Partite giocate | Vittorie | Pareggi | Sconfitte | Frame vinti | Frame persi | Differenza | Miglior break | Punti |
| -- | ----------------- | --------------- | -------- | ------- | --------- | ----------- | ----------- | ---------- | ------------- | ----- |
| 1  | Martin Gould      | 3               | 2        | 0       | 1         | 7           | 5           | +2         | 104           | 6     |
| 2  | Igor Figueiredo   | 3               | 1        | 1       | 1         | 6           | 6           | 0          | 70            | 4     |
| 3  | Kurt Maflin       | 3               | 1        | 1       | 1         | 6           | 6           | 0          | 60            | 4     |
| 4  | Simon Lichtenberg | 3               | 1        | 0       | 2         | 5           | 7           | -2         | 61            | 3     |

| Giocatore 1     | Giocatore 2       | Risultato   |
| 1ª giornata     | 1ª giornata       | 1ª giornata |
| --------------- | ----------------- | ----------- |
| Martin Gould    | Igor Figueiredo   | 3 - 1       |
| Kurt Maflin     | Simon Lichtenberg | 3 - 1       |
| 2ª giornata     |                   |             |
| Kurt Maflin     | Igor Figueiredo   | 2 - 2       |
| Martin Gould    | Simon Lichtenberg | 1 - 3       |
| 3ª giornata     |                   |             |
| Kurt Maflin     | Martin Gould      | 1 - 3       |
| Igor Figueiredo | Simon Lichtenberg | 3 - 1       |

### Gruppo 27
Data di gioco: 2 ottobre 2020.
| N° | Giocatore     | Partite giocate | Vittorie | Pareggi | Sconfitte | Frame vinti | Frame persi | Differenza | Miglior break | Punti |
| -- | ------------- | --------------- | -------- | ------- | --------- | ----------- | ----------- | ---------- | ------------- | ----- |
| 1  | Tom Ford      | 3               | 2        | 1       | 0         | 8           | 3           | +5         | 123           | 7     |
| 2  | Luca Brecel   | 3               | 2        | 0       | 1         | 7           | 4           | +3         | 83            | 6     |
| 3  | Mitchell Mann | 3               | 1        | 1       | 1         | 5           | 6           | -1         | 65            | 4     |
| 4  | Ashley Hugill | 3               | 0        | 0       | 3         | 1           | 9           | -8         | ?             | 0     |

| Giocatore 1   | Giocatore 2   | Risultato   |
| 1ª giornata   | 1ª giornata   | 1ª giornata |
| ------------- | ------------- | ----------- |
| Tom Ford      | Ashley Hugill | 3 - 0       |
| Luca Brecel   | Mitchell Mann | 3 - 0       |
| 2ª giornata   |               |             |
| Tom Ford      | Mitchell Mann | 2 - 2       |
| Luca Brecel   | Ashley Hugill | 3 - 1       |
| 3ª giornata   |               |             |
| Mitchell Mann | Ashley Hugill | 3 - 1       |
| Tom Ford      | Luca Brecel   | 3 - 1       |

### Gruppo 28
Data di gioco: 2 ottobre 2020.
| N° | Giocatore     | Partite giocate | Vittorie | Pareggi | Sconfitte | Frame vinti | Frame persi | Differenza | Miglior break | Punti |
| -- | ------------- | --------------- | -------- | ------- | --------- | ----------- | ----------- | ---------- | ------------- | ----- |
| 1  | Jamie Clarke  | 4               | 3        | 1       | 0         | 11          | 3           | +8         | 130           | 10    |
| 2  | Mark Joyce    | 4               | 2        | 1       | 1         | 9           | 6           | +3         | 82            | 7     |
| 2  | Haydon Pinhey | 4               | 0        | 0       | 4         | 1           | 12          | -11        | 52            | 0     |

| Giocatore 1  | Giocatore 2   | Risultato |
| ------------ | ------------- | --------- |
| Mark Joyce   | Jamie Clarke  | 2 - 2     |
| Jamie Clarke | Haydon Pinhey | 3 - 0     |
| Mark Joyce   | Haydon Pinhey | 3 - 0     |
| Mark Joyce   | Jamie Clarke  | 1 - 3     |
| Jamie Clarke | Haydon Pinhey | 3 - 0     |
| Mark Joyce   | Haydon Pinhey | 3 - 1     |

### Gruppo 29
Data di gioco: 4 ottobre 2020.
| N° | Giocatore        | Partite giocate | Vittorie | Pareggi | Sconfitte | Frame vinti | Frame persi | Differenza | Miglior break | Punti |
| -- | ---------------- | --------------- | -------- | ------- | --------- | ----------- | ----------- | ---------- | ------------- | ----- |
| 1  | Joe Perry        | 3               | 2        | 0       | 1         | 7           | 3           | +4         | 112           | 6     |
| 2  | Elliot Slessor   | 3               | 2        | 0       | 1         | 7           | 4           | +3         | 57            | 6     |
| 3  | Steven Hallworth | 3               | 2        | 0       | 1         | 6           | 4           | +2         | 73            | 6     |
| 4  | Kacper Filipiak  | 3               | 0        | 0       | 3         | 0           | 9           | -9         | 59            | 0     |

| Giocatore 1     | Giocatore 2      | Risultato   |
| 1ª giornata     | 1ª giornata      | 1ª giornata |
| --------------- | ---------------- | ----------- |
| Joe Perry       | Steven Hallworth | 3 - 0       |
| Elliot Slessor  | Kacper Filipiak  | 3 - 0       |
| 2ª giornata     |                  |             |
| Elliot Slessor  | Steven Hallworth | 1 - 3       |
| Joe Perry       | Kacper Filipiak  | 3 - 0       |
| 3ª giornata     |                  |             |
| Kacper Filipiak | Steven Hallworth | 0 - 3       |
| Joe Perry       | Elliot Slessor   | 1 - 3       |

### Gruppo 30
Data di gioco: 3 ottobre 2020.
| N° | Giocatore            | Partite giocate | Vittorie | Pareggi | Sconfitte | Frame vinti | Frame persi | Differenza | Miglior break | Punti |
| -- | -------------------- | --------------- | -------- | ------- | --------- | ----------- | ----------- | ---------- | ------------- | ----- |
| 1  | Mark Davis           | 3               | 2        | 1       | 0         | 8           | 2           | +6         | 121           | 7     |
| 2  | Chang Bingyu         | 3               | 1        | 2       | 0         | 7           | 5           | +2         | 126           | 5     |
| 3  | Ali Carter           | 3               | 1        | 1       | 1         | 5           | 6           | -1         | 72            | 4     |
| 4  | Jamie Curtis-Barrett | 3               | 0        | 0       | 3         | 2           | 9           | -7         | ?             | 0     |

| Giocatore 1  | Giocatore 2          | Risultato   |
| 1ª giornata  | 1ª giornata          | 1ª giornata |
| ------------ | -------------------- | ----------- |
| Mark Davis   | Chang Bingyu         | 2 - 2       |
| Ali Carter   | Jamie Curtis-Barrett | 3 - 1       |
| 2ª giornata  |                      |             |
| Ali Carter   | Chang Bingyu         | 2 - 2       |
| Mark Davis   | Jamie Curtis-Barrett | 3 - 0       |
| 3ª giornata  |                      |             |
| Ali Carter   | Mark Davis           | 0 - 3       |
| Chang Bingyu | Jamie Curtis-Barrett | 3 - 1       |

### Gruppo 31
Data di gioco: 5 ottobre 2020.
| N° | Giocatore        | Partite giocate | Vittorie | Pareggi | Sconfitte | Frame vinti | Frame persi | Differenza | Miglior break | Punti |
| -- | ---------------- | --------------- | -------- | ------- | --------- | ----------- | ----------- | ---------- | ------------- | ----- |
| 1  | Tian Pengfei     | 3               | 1        | 2       | 0         | 7           | 5           | +2         | 122           | 5     |
| 2  | Robbie Williams  | 3               | 1        | 2       | 0         | 7           | 5           | +2         | 112           | 5     |
| 3  | Oliver Lines     | 3               | 1        | 1       | 1         | 6           | 5           | +1         | 133           | 4     |
| 4  | Noppon Saengkham | 3               | 0        | 1       | 2         | 3           | 8           | -5         | 52            | 1     |

| Giocatore 1      | Giocatore 2     | Risultato   |
| 1ª giornata      | 1ª giornata     | 1ª giornata |
| ---------------- | --------------- | ----------- |
| Tian Pengfei     | Robbie Williams | 2 - 2       |
| Noppon Saengkham | Oliver Lines    | 0 - 3       |
| 2ª giornata      |                 |             |
| Noppon Saengkham | Robbie Williams | 2 - 2       |
| Tian Pengfei     | Oliver Lines    | 2 - 2       |
| 3ª giornata      |                 |             |
| Noppon Saengkham | Tian Pengfei    | 1 - 3       |
| Robbie Williams  | Oliver Lines    | 3 - 1       |

### Gruppo 32
Data di gioco: 5 ottobre 2020.
| N° | Giocatore    | Partite giocate | Vittorie | Pareggi | Sconfitte | Frame vinti | Frame persi | Differenza | Miglior break | Punti |
| -- | ------------ | --------------- | -------- | ------- | --------- | ----------- | ----------- | ---------- | ------------- | ----- |
| 1  | Li Hang      | 3               | 3        | 0       | 0         | 9           | 3           | +6         | 95            | 9     |
| 2  | John Astley  | 3               | 1        | 1       | 1         | 6           | 6           | 0          | 83            | 4     |
| 3  | Iulian Boiko | 3               | 0        | 2       | 1         | 5           | 7           | -2         | 80            | 2     |
| 4  | Alex Borg    | 3               | 0        | 1       | 2         | 4           | 8           | -4         | 95            | 1     |

| Giocatore 1 | Giocatore 2  | Risultato   |
| 1ª giornata | 1ª giornata  | 1ª giornata |
| ----------- | ------------ | ----------- |
| John Astley | Iulian Boiko | 2 - 2       |
| Li Hang     | Alex Borg    | 3 - 1       |
| 2ª giornata |              |             |
| Li Hang     | Iulian Boiko | 3 - 1       |
| John Astley | Alex Borg    | 3 - 1       |
| 3ª giornata |              |             |
| Alex Borg   | Iulian Boiko | 2 - 2       |
| John Astley | Li Hang      | 1 - 3       |

## Fase 2

### Gruppo A
Data di gioco: 26 ottobre 2020.
| N° | Giocatore      | Partite giocate | Vittorie | Pareggi | Sconfitte | Frame vinti | Frame persi | Differenza | Miglior break | Punti |
| -- | -------------- | --------------- | -------- | ------- | --------- | ----------- | ----------- | ---------- | ------------- | ----- |
| 1  | Judd Trump     | 3               | 2        | 1       | 0         | 8           | 3           | +5         | 124           | 7     |
| 2  | Barry Hawkins  | 3               | 2        | 0       | 1         | 6           | 3           | +3         | 143           | 6     |
| 3  | Ryan Day       | 3               | 1        | 1       | 1         | 5           | 6           | -1         | 100           | 4     |
| 4  | Robert Milkins | 3               | 0        | 0       | 3         | 2           | 9           | -7         | ?             | 0     |

| Giocatore 1   | Giocatore 2    | Risultato   |
| 1ª giornata   | 1ª giornata    | 1ª giornata |
| ------------- | -------------- | ----------- |
| Judd Trump    | Robert Milkins | 3 - 1       |
| Barry Hawkins | Ryan Day       | 3 - 0       |
| 2ª giornata   |                |             |
| Barry Hawkins | Robert Milkins | 3 - 0       |
| Judd Trump    | Ryan Day       | 2 - 2       |
| 3ª giornata   |                |             |
| Ryan Day      | Robert Milkins | 3 - 1       |
| Judd Trump    | Barry Hawkins  | 3 - 0       |

### Gruppo B
Data di gioco: 27 ottobre 2020.
| N° | Giocatore    | Partite giocate | Vittorie | Pareggi | Sconfitte | Frame vinti | Frame persi | Differenza | Miglior break | Punti |
| -- | ------------ | --------------- | -------- | ------- | --------- | ----------- | ----------- | ---------- | ------------- | ----- |
| 1  | Zhou Yuelong | 3               | 2        | 1       | 0         | 8           | 3           | +5         | 134           | 7     |
| 2  | Shaun Murphy | 3               | 1        | 1       | 1         | 6           | 6           | 0          | 102           | 4     |
| 3  | Matthew Selt | 3               | 1        | 0       | 2         | 5           | 7           | -2         | 108           | 3     |
| 4  | Dominic Dale | 3               | 1        | 0       | 2         | 4           | 7           | -3         | 79            | 3     |

| Giocatore 1  | Giocatore 2  | Risultato   |
| 1ª giornata  | 1ª giornata  | 1ª giornata |
| ------------ | ------------ | ----------- |
| Shaun Murphy | Dominic Dale | 1 - 3       |
| Zhou Yuelong | Matthew Selt | 3 - 1       |
| 2ª giornata  |              |             |
| Zhou Yuelong | Dominic Dale | 3 - 0       |
| Shaun Murphy | Matthew Selt | 3 - 1       |
| 3ª giornata  |              |             |
| Matthew Selt | Dominic Dale | 3 - 1       |
| Shaun Murphy | Zhou Yuelong | 2 - 2       |

### Gruppo C
Data di gioco: 26 ottobre 2020.
| N° | Giocatore             | Partite giocate | Vittorie | Pareggi | Sconfitte | Frame vinti | Frame persi | Differenza | Miglior break | Punti |
| -- | --------------------- | --------------- | -------- | ------- | --------- | ----------- | ----------- | ---------- | ------------- | ----- |
| 1  | Zhao Xintong          | 3               | 2        | 1       | 0         | 8           | 3           | +5         | 72            | 7     |
| 2  | Luo Honghao           | 3               | 1        | 1       | 1         | 6           | 6           | 0          | 111           | 4     |
| 3  | Alexander Ursenbacher | 3               | 0        | 3       | 0         | 6           | 6           | 0          | 90            | 3     |
| 4  | Stuart Bingham        | 3               | 0        | 1       | 2         | 3           | 8           | -5         | 129           | 1     |

| Giocatore 1    | Giocatore 2           | Risultato   |
| 1ª giornata    | 1ª giornata           | 1ª giornata |
| -------------- | --------------------- | ----------- |
| Zhao Xintong   | Alexander Ursenbacher | 2 - 2       |
| Stuart Bingham | Luo Honghao           | 1 - 3       |
| 2ª giornata    |                       |             |
| Stuart Bingham | Alexander Ursenbacher | 2 - 2       |
| Zhao Xintong   | Luo Honghao           | 3 - 1       |
| 3ª giornata    |                       |             |
| Stuart Bingham | Zhao Xintong          | 0 - 3       |
| Luo Honghao    | Alexander Ursenbacher | 2 - 2       |

### Gruppo D
Data di gioco: 27 ottobre 2020.
| N° | Giocatore     | Partite giocate | Vittorie | Pareggi | Sconfitte | Frame vinti | Frame persi | Differenza | Miglior break | Punti |
| -- | ------------- | --------------- | -------- | ------- | --------- | ----------- | ----------- | ---------- | ------------- | ----- |
| 1  | Mark Selby    | 3               | 2        | 1       | 0         | 8           | 2           | +6         | 128           | 7     |
| 2  | Graeme Dott   | 3               | 1        | 2       | 0         | 7           | 4           | +3         | 139           | 5     |
| 3  | Jamie O'Neill | 3               | 1        | 0       | 2         | 3           | 7           | -4         | 54            | 3     |
| 4  | Rory McLeod   | 3               | 0        | 1       | 2         | 3           | 8           | -5         | 63            | 1     |

| Giocatore 1   | Giocatore 2   | Risultato   |
| 1ª giornata   | 1ª giornata   | 1ª giornata |
| ------------- | ------------- | ----------- |
| Graeme Dott   | Jamie O'Neill | 3 - 0       |
| Mark Selby    | Rory McLeod   | 3 - 0       |
| 2ª giornata   |               |             |
| Mark Selby    | Jamie O'Neill | 3 - 0       |
| Graeme Dott   | Rory McLeod   | 2 - 2       |
| 3ª giornata   |               |             |
| Mark Selby    | Graeme Dott   | 2 - 2       |
| Jamie O'Neill | Rory McLeod   | 3 - 1       |

### Gruppo E
Data di gioco: 28 ottobre 2020.
| N° | Giocatore          | Partite giocate | Vittorie | Pareggi | Sconfitte | Frame vinti | Frame persi | Differenza | Miglior break | Punti |
| -- | ------------------ | --------------- | -------- | ------- | --------- | ----------- | ----------- | ---------- | ------------- | ----- |
| 1  | Ken Doherty        | 3               | 1        | 2       | 0         | 7           | 5           | +2         | 139           | 5     |
| 2  | Xiao Guodong       | 3               | 1        | 2       | 0         | 7           | 5           | +2         | 135           | 5     |
| 3  | Thepchaiya Un-Nooh | 3               | 1        | 1       | 1         | 6           | 6           | 0          | 73            | 4     |
| 4  | Jordan Brown       | 3               | 0        | 1       | 2         | 4           | 8           | -4         | 92            | 1     |

| Giocatore 1        | Giocatore 2  | Risultato   |
| 1ª giornata        | 1ª giornata  | 1ª giornata |
| ------------------ | ------------ | ----------- |
| Xiao Guodong       | Jordan Brown | 3 - 1       |
| Thepchaiya Un-Nooh | Ken Doherty  | 2 - 2       |
| 2ª giornata        |              |             |
| Thepchaiya Un-Nooh | Jordan Brown | 3 - 1       |
| Xiao Guodong       | Ken Doherty  | 1 - 3       |
| 3ª giornata        |              |             |
| Thepchaiya Un-Nooh | Xiao Guodong | 2 - 2       |
| Jordan Brown       | Ken Doherty  | 2 - 2       |

### Gruppo F
Data di gioco: 28 ottobre 2020.
| N° | Giocatore       | Partite giocate | Vittorie | Pareggi | Sconfitte | Frame vinti | Frame persi | Differenza | Miglior break | Punti |
| -- | --------------- | --------------- | -------- | ------- | --------- | ----------- | ----------- | ---------- | ------------- | ----- |
| 1  | Kyren Wilson    | 3               | 2        | 1       | 0         | 8           | 2           | +6         | 110           | 7     |
| 2  | Scott Donaldson | 3               | 1        | 1       | 1         | 6           | 5           | +1         | 89            | 4     |
| 3  | Mark King       | 3               | 1        | 0       | 2         | 4           | 7           | -3         | 64            | 3     |
| 4  | David Gilbert   | 3               | 1        | 0       | 2         | 3           | 7           | -4         | 125           | 3     |

| Giocatore 1     | Giocatore 2     | Risultato   |
| 1ª giornata     | 1ª giornata     | 1ª giornata |
| --------------- | --------------- | ----------- |
| Kyren Wilson    | Mark King       | 3 - 0       |
| David Gilbert   | Scott Donaldson | 0 - 3       |
| 2ª giornata     |                 |             |
| David Gilbert   | Mark King       | 3 - 1       |
| Kyren Wilson    | Scott Donaldson | 2 - 2       |
| 3ª giornata     |                 |             |
| Scott Donaldson | Mark King       | 1 - 3       |
| Kyren Wilson    | David Gilbert   | 3 - 0       |

### Gruppo G
Data di gioco: 29 ottobre 2020.
| N° | Giocatore    | Partite giocate | Vittorie | Pareggi | Sconfitte | Frame vinti | Frame persi | Differenza | Miglior break | Punti |
| -- | ------------ | --------------- | -------- | ------- | --------- | ----------- | ----------- | ---------- | ------------- | ----- |
| 1  | John Higgins | 3               | 2        | 0       | 1         | 6           | 3           | +3         | 70            | 6     |
| 2  | Martin Gould | 3               | 1        | 2       | 0         | 7           | 4           | +3         | 70            | 5     |
| 3  | Tom Ford     | 3               | 0        | 2       | 1         | 4           | 7           | -3         | 69            | 2     |
| 4  | Jamie Clarke | 3               | 0        | 2       | 1         | 4           | 7           | -3         | 54            | 2     |

| Giocatore 1  | Giocatore 2  | Risultato   |
| 1ª giornata  | 1ª giornata  | 1ª giornata |
| ------------ | ------------ | ----------- |
| John Higgins | Jamie Clarke | 3 - 0       |
| Tom Ford     | Martin Gould | 2 - 2       |
| 2ª giornata  |              |             |
| Tom Ford     | Jamie Clarke | 2 - 2       |
| John Higgins | Martin Gould | 0 - 3       |
| 3ª giornata  |              |             |
| Martin Gould | Jamie Clarke | 2 - 2       |
| John Higgins | Tom Ford     | 3 - 0       |

### Gruppo H
Data di gioco: 29 ottobre 2020.
| N° | Giocatore    | Partite giocate | Vittorie | Pareggi | Sconfitte | Frame vinti | Frame persi | Differenza | Miglior break | Punti |
| -- | ------------ | --------------- | -------- | ------- | --------- | ----------- | ----------- | ---------- | ------------- | ----- |
| 1  | Joe Perry    | 3               | 2        | 1       | 0         | 8           | 3           | +5         | 138           | 7     |
| 2  | Mark Davis   | 3               | 0        | 3       | 0         | 6           | 6           | 0          | 78            | 3     |
| 3  | Tian Pengfei | 3               | 0        | 2       | 1         | 5           | 7           | -2         | 82            | 2     |
| 4  | Li Hang      | 3               | 0        | 2       | 1         | 4           | 7           | -3         | 79            | 2     |

| Giocatore 1 | Giocatore 2  | Risultato   |
| 1ª giornata | 1ª giornata  | 1ª giornata |
| ----------- | ------------ | ----------- |
| Mark Davis  | Li Hang      | 2 - 2       |
| Joe Perry   | Tian Pengfei | 3 - 1       |
| 2ª giornata |              |             |
| Joe Perry   | Li Hang      | 3 - 0       |
| Mark Davis  | Tian Pengfei | 2 - 2       |
| 3ª giornata |              |             |
| Joe Perry   | Mark Davis   | 2 - 2       |
| Li Hang     | Tian Pengfei | 2 - 2       |

## Fase 3

### Gruppo 1
Data di gioco: 30 ottobre 2020.
| N° | Giocatore    | Partite giocate | Vittorie | Pareggi | Sconfitte | Frame vinti | Frame persi | Differenza | Miglior break | Punti |
| -- | ------------ | --------------- | -------- | ------- | --------- | ----------- | ----------- | ---------- | ------------- | ----- |
| 1  | Judd Trump   | 3               | 2        | 0       | 1         | 6           | 4           | +2         | 60            | 6     |
| 2  | Zhao Xintong | 3               | 1        | 1       | 1         | 6           | 5           | +1         | 117           | 4     |
| 3  | Zhou Yuelong | 3               | 1        | 1       | 1         | 5           | 6           | -1         | 102           | 4     |
| 4  | Mark Selby   | 3               | 1        | 0       | 2         | 4           | 6           | -2         | 134           | 3     |

| Giocatore 1  | Giocatore 2  | Risultato   |
| 1ª giornata  | 1ª giornata  | 1ª giornata |
| ------------ | ------------ | ----------- |
| Judd Trump   | Zhao Xintong | 3 - 1       |
| Mark Selby   | Zhou Yuelong | 1 - 3       |
| 2ª giornata  |              |             |
| Mark Selby   | Zhao Xintong | 0 - 3       |
| Judd Trump   | Zhou Yuelong | 3 - 0       |
| 3ª giornata  |              |             |
| Zhou Yuelong | Zhao Xintong | 2 - 2       |
| Judd Trump   | Mark Selby   | 0 - 3       |

### Gruppo 2
Data di gioco: 30 ottobre 2020.
| N° | Giocatore    | Partite giocate | Vittorie | Pareggi | Sconfitte | Frame vinti | Frame persi | Differenza | Miglior break | Punti |
| -- | ------------ | --------------- | -------- | ------- | --------- | ----------- | ----------- | ---------- | ------------- | ----- |
| 1  | Kyren Wilson | 3               | 2        | 0       | 1         | 7           | 4           | +3         | 100           | 6     |
| 2  | John Higgins | 3               | 2        | 0       | 1         | 6           | 4           | +2         | 147           | 6     |
| 3  | Ken Doherty  | 3               | 1        | 1       | 1         | 6           | 5           | +1         | 122           | 4     |
| 4  | Joe Perry    | 3               | 0        | 1       | 2         | 2           | 8           | -6         | 74            | 1     |

| Giocatore 1  | Giocatore 2  | Risultato   |
| 1ª giornata  | 1ª giornata  | 1ª giornata |
| ------------ | ------------ | ----------- |
| John Higgins | Joe Perry    | 3 - 0       |
| Kyren Wilson | Ken Doherty  | 3 - 1       |
| 2ª giornata  |              |             |
| Kyren Wilson | Joe Perry    | 3 - 0       |
| John Higgins | Ken Doherty  | 0 - 3       |
| 3ª giornata  |              |             |
| Kyren Wilson | John Higgins | 1 - 3       |
| Joe Perry    | Ken Doherty  | 2 - 2       |

### Finale
| Finale (Al meglio dei 5 frames) Stadium MK, Milton Keynes, 30 ottobre 2020. Arbitro: Marcel Eckardt | |                                           |
| Judd Trump                                                                                          | 1–3 | Kyren Wilson                              |
| Sessione unica: 20–72, 118–0, 11–69, 0–88                                                           | Sessione unica: 1–3 (1–3) Miglior break (Trump): 118 Century breaks (Trump): 1 Miglior break (Wilson): 88 Century breaks (Wilson): 0 | Sessione unica: 20–72, 118–0, 11–69, 0–88 |
| Kyren Wilson vince la BetVictor Championship League 2020                                            | |                                           |

### Century breaks
Durante il corso del torneo sono stati realizzati 90 century breaks.
| N° | Giocatore          | Century breaks | Miglior break |
| -- | ------------------ | -------------- | ------------- |
| 1  | Zhou Yuelong       | 8              | 134           |
| 2  | Barry Hawkins      | 5              | 145           |
| =  | Mark Selby         | 5              | 134           |
| =  | Kyren Wilson       | 5              | 125           |
| 3  | John Higgins       | 4              | 147           |
| =  | Joe Perry          | 4              | 138           |
| 4  | Ryan Day           | 3              | 147           |
| =  | Graeme Dott        | 3              | 139           |
| =  | Ken Doherty        | 3              | 139           |
| =  | Neil Robertson     | 3              | 125           |
| =  | Judd Trump         | 3              | 124           |
| 5  | Thepchaiya Un-Nooh | 2              | 135           |
| =  | Jamie Clarke       | 2              | 130           |
| =  | Stuart Bingham     | 2              | 129           |
| =  | Luo Honghao        | 2              | 128           |
| =  | Chang Bingyu       | 2              | 126           |
| =  | Tian Pengfei       | 2              | 122           |
| =  | Mark Davis         | 2              | 121           |
| =  | David Grace        | 2              | 116           |
| =  | Gao Yang           | 2              | 114           |
| =  | Shaun Murphy       | 2              | 111           |
| =  | Liang Wenbó        | 2              | 105           |
| 6  | Matthew Stevens    | 1              | 140           |
| =  | Jack Lisowski      | 1              | 139           |
| =  | Oliver Lines       | 1              | 133           |
| =  | Gerard Greene      | 1              | 132           |
| =  | Michael White      | 1              | 130           |
| =  | Martin O'Donnell   | 1              | 128           |
| =  | Hossein Vafaei     | 1              | 125           |
| =  | David Gilbert      | 1              | 125           |
| =  | Tom Ford           | 1              | 123           |
| =  | Xu Si              | 1              | 121           |
| =  | Brandon Sargeant   | 1              | 121           |
| =  | Zhao Xintong       | 1              | 117           |
| =  | Ian Burns          | 1              | 114           |
| =  | Robbie Williams    | 1              | 112           |
| =  | Matthew Selt       | 1              | 108           |
| =  | Scott Donaldson    | 1              | 107           |
| =  | Joe O'Connor       | 1              | 107           |
| =  | Mark Allen         | 1              | 106           |
| =  | Xiao Guodong       | 1              | 105           |
| =  | Martin Gould       | 1              | 104           |
| =  | Jamie Jones        | 1              | 103           |
| =  | Lyu Haotian        | 1              | 102           |
| =  | Michael Holt       | 1              | 100           |

### Maximum breaks
Durante il corso del torneo sono stati realizzati 2 maximum breaks.
| N° | Giocatore    | Avversario   | Turno             | Data              | Note  |
| -- | ------------ | ------------ | ----------------- | ----------------- | ----- |
| 1  | Ryan Day     | Rod Lawler   | Gruppo 2 (Fase 1) | 13 settembre 2020 | [ 3 ] |
| 2  | John Higgins | Kyren Wilson | Gruppo 2 (Fase 3) | 30 ottobre 2020   | [ 4 ] |